# Militärverlag des Ministeriums für Verteidigung der Russischen Föderation
Der Militärverlag des Ministeriums für Verteidigung der Russischen Föderation, vormals Militärverlag des Ministeriums für Verteidigung der UdSSR, (russisch Военное издательство МО РФ, kurz: Воениздат – Wojenisdat) bezeichnet einen der größten russischen Verlage, der militärpolitische, militärtheoretische, historische, Memoiren- und belletristische Literatur, Werke zur Gefechtsausbildung und zur Militärtechnik, fremdsprachige Wörterbücher sowie Erzeugnisse der bildenden Kunst (wie Bildbände, Plakate) herausgibt.
Gegründet wurde er am 25. Oktober 1919 in Moskau als Literaturverlag der Politischen Verwaltung der Republik, ab 1924 hieß er „Staatlicher Militärverlag“ und ab 1936 „Militärverlag des Volkskommissariats für Verteidigung“. 1968 wurde der Verlag mit dem Orden des Roten Arbeitsbanners ausgezeichnet.
Seit Dezember 2003 wird der Militärverlag von Oberst Wiktor Petrowitsch Akulenko geleitet.